# Калаузлия (община Карбинци)
 Тази статия е за селото в Щипско.  За селото в Радовишко вижте Калаузлия (община Радовиш).  
Калаузлия (на македонска литературна норма: Калаузлија) е село в централната източна част на Северна Македония, община Карбинци.

## География
Селото е разположено в планината Плачковица.

## История
В XIX век Калаузлия е село в Щипска кааза на Османската империя. Според статистиката на Васил Кънчов („Македония. Етнография и статистика“) от 1900 година Калаузли има 90 жители, всички турци.
Според Димитър Гаджанов в 1916 година в Кулаазлий живеят 83 турци. През 1922 – 1923 година в селото е открита поща, която функционира до 6 април 1941 година.
Манастирът „Света Петка“ е малка църква, изградена в XX век и осветена на 5 май 1989 година от митрополит Стефан Брегалнишки. В непосредствена близост на 4 август 2001 година митрополит Агатангел Брегалнишки поставя темелен камък на нов манастир.